# Córrego Novo
Córrego Novo là một đô thị thuộc bang Minas Gerais, Brasil. Đô thị này có diện tích 198,035 km², dân số năm 2007 là 3155 người, mật độ 17,5 người/km².